# تصنيف جمعية القلب والأوعية الدموية الكندية للذبحة الصدرية
تصنيف جمعية القلب والأوعية الدموية الكندية [الإنجليزية] للذبحة الصدرية هو تصنيف شائع لتشخيص حدة الإصابة بالذبحة الصدرية وكما يلي:
- الدرجة الأولى: الذبحة الصدرية فقط أثناء ممارسة نشاط بدني شاق أو لفترة طويلة.
- الدرجة الثانية: قصور طفيف، تظهر أعراض الذبحة الصدرية فقط أثناء ممارسة نشاط بدني قوي.
- الدرجة الثالثة: قصور معتدل، تظهر الأعراض مع أنشطة الحياة اليومية.
- الدرجة الرابعة: قصور شديد، عدم القدرة على القيام بأي نشاط دون الذبحة الصدرية أو تظهر أعراض الذبحة الصدرية أثناء الراحة.

كما تقترح الدرجة صفر للتعبير عن غياب الأعراض.